# マモン (植物)
マモン（スペイン語: mamón; 学名: Melicoccus bijugatus）は、ムクロジ科の植物。球状の実を付ける果樹である。中南米、カリブ海の熱帯地方に自生あるいは移植されており、アフリカ、太平洋の一部にも広がっている。

## 分類
メリコックス属は最初、1756年にアイルランドの医師で植物学者のパトリック・ブラウンによって記載された。この記載はプエルトリコで栽培された本種の木に基づくものであった。1760年、ニコラウス・フォン・ジャカンがブラウンの記載した種をMelicoccus bijugatusと命名した。1762年にはカール・フォン・リンネがMelicocca bijugaという別の綴りを使用し、以後2世紀はこの学名が用いられた。1994年にはMelicoccaがMelicoccusを上書きしている状態を維持する提案がなされたが否決され、学名は旧に復した。
1888年、ドイツの分類学者ルートヴィヒ・ラドルコーファーはメリコックス属を他の8つの属と共にメリコックス族（Melicocceae）に分類した。ペドロ・アセベド＝ロドリゲスはこの族の新熱帯区の属（タリシア属とメリコックス属）を扱ったモノグラフにおいて、新熱帯区の2属は単系統であり、旧世界の属とは恐らく異なる系統であると指摘している。

## 名称
種小名 bijugatus は、2枚で1組の小葉の1対からなる葉（bijugate）を持つ事に由来する。
各地で様々な名称で呼ばれており、マモン（mamón）、マモンシージョ（マモンチロ、Mamoncillo）、シェネット（chenette）、ギネップ（Guinep）、グアヤ（Guaya）、ワァヤ（Huaya）、ケネパ（Quenepa）、スキニップ（Skinnip）、スキンアップ（Skinup）、リモンシージョ（Limoncillo）、スパニッシュ・ライム（Spanish Lime）等が知られている。

## 分布
原産地は南アメリカ北部である。中央アメリカ、カリブ海沿岸の海岸、雨緑林に移入され、さらにはアジア、アフリカの熱帯地方にまで及んでいる。移植を行ったのは植民地時代が到来する以前のカリブ人であったと考えられている。

## 特徴
高さ25mに達し、複葉の葉序は互生である。葉は長さ5 - 15cm、幅2.5 - 5cmの楕円形。雌雄異株であるが、しばしば雌雄混株が見られる。花は花弁が4枚、雄蕊が8本。実は緑色で長さ2.5 - 5cm、幅2cm程の卵形である。果肉はオレンジ色、サーモンピンク、黄色であり、食感はみずみずしいものから練り物のようなものまで見られる。

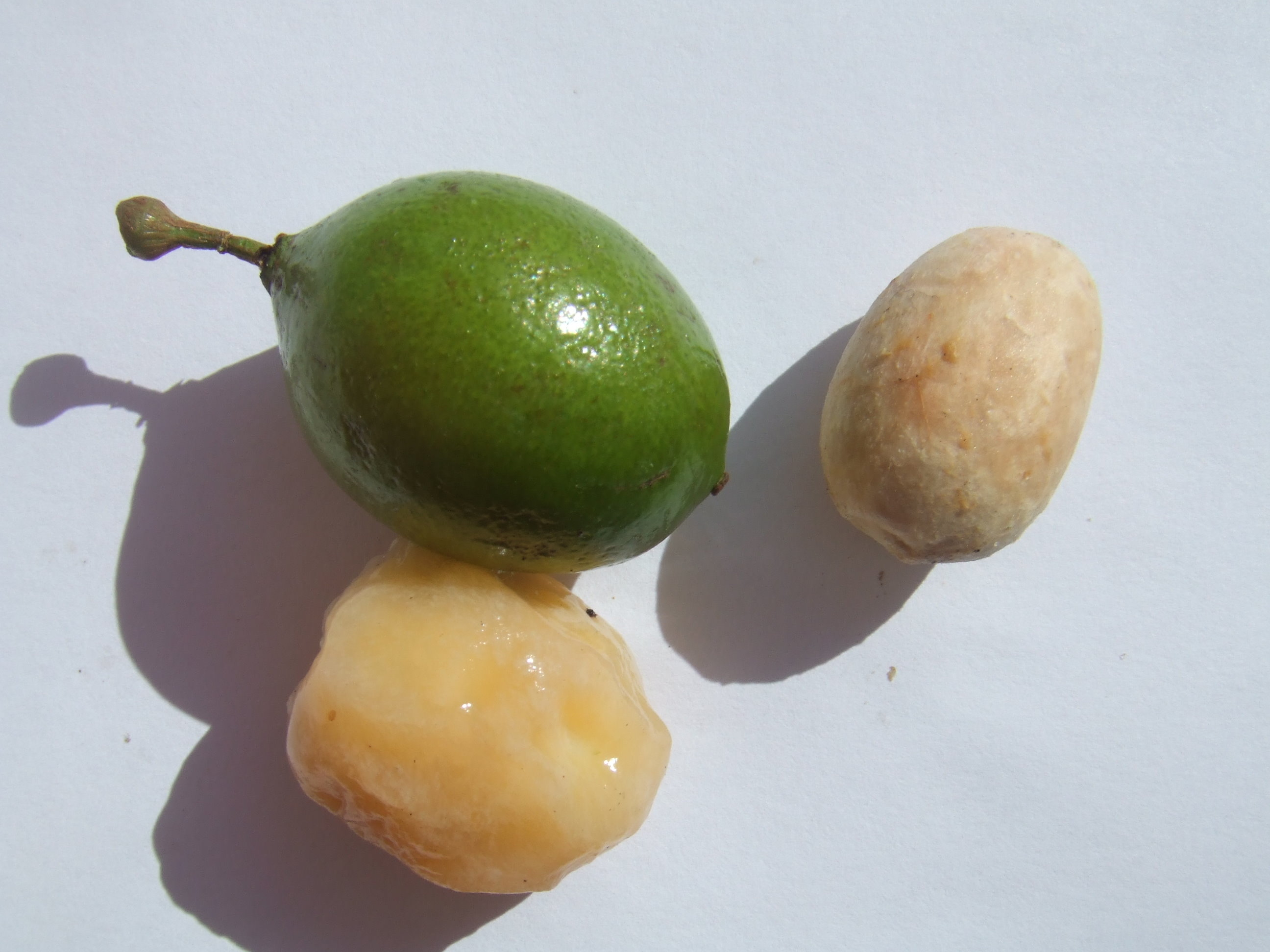
実（左上）、外皮を剥いた実（左下）、種（右）

実は房状に成り、ライチとライムの間と評される。密着した薄く硬い外皮を持つが、歯でひびを入れるのが伝統的である。外皮の下の果肉（仮種皮）は酸味があってなめらかであるが、種が大半を占めるため、全体を口中に含んですすって食する。

## 利用

### 栽培
熱帯原産の植物であるため、高温を好み、氷点下では葉が損傷する。
もっとも、南アメリカでは高度1000mの高地にも分布し、氷点下付近の気温も耐えるなど低い気温も許容し、渇水にも適応し降水量の乏しい地域でも生育する。
街路樹としても一般的に用いられている。
プエルトリコではケネパと呼ばれており、特にポンセでは生産量が大きいことから、フィエスタ・ナシオナル・デ・ラ・ケネパ（Fiesta Nacional de la Quenepa）の名称で年に一度祝祭が行われるようになった。なおポンセは、ケネパの市（Ciudad de las Quenepas）という別称も有している。

### 実
| 成分           | 量                     | 単位     |
| -------------- | ---------------------- | -------- |
| 生理的熱量     | 58.11 - 73             | カロリー |
| 水分           | 68.8 - 82.5            | g        |
| タンパク質     | 0.5 - 1                | g        |
| 脂肪           | 0.08 - 0.2             | g        |
| 炭水化物       | 13.5 - 19.2            | g        |
| 食物繊維       | 0.07 - 2.60            | g        |
| 灰分           | 0.34 - 0.74            | g        |
| カルシウム     | 3.4 - 15               | mg       |
| リン           | 9.8 - 23.9             | mg       |
| 鉄分           | 0.47 - 1.19            | mg       |
| カロチン       | 0.02 - 0.44（70 I.U.） | mg       |
| チオアミド     | 0.03 - 0.21            | mg       |
| リボフラビン   | 0.01 - 0.2             | mg       |
| ナイアシン     | 0.15 - 0.9             | mg       |
| アスコルビン酸 | 0.8 - 10               | mg       |
| タンニン       | 1.88                   | g        |
| トリプトファン | 14                     | mg       |
| メチオニン     | 0                      | mg       |
| リシン         | 17                     | mg       |

実は外皮が硬く、輸送に適している。果肉を生食する他に、歩留まりが悪いもののジャム、フィリングのような加工を行うこともある他、ジュースにすることもある。
プエルトリコでは、ラム酒をベースにして混ぜ合わせることでビリ（Bilí）と呼ばれるビエケス島発祥のアルコール飲料が作られている。